# 東増穂村
東増穂村（ひがしますほむら）は、石川県羽咋郡に存在した村。
村の名称は、古くから「増穂浦」（ますほがうら）と言われた海岸に面し、その東側であることによる。

## 地理・概要
- 現在の志賀町、富来町（1954年ー2005年）における北部に位置。
- 当時、海岸寄りの地域では製塩が行われ、塩田も多かった。また、漁業も盛んに行われていた。
- 河川：酒見川

## 歴史
- 1889年（明治22年）4月1日 - 町村制の施行により、羽咋郡大鳥居村、相坂村、草江村、中泉村、給分村、里本江村、八幡村、飯室村、八幡座主村、相神村及び中浜村を廃し、その区域をもって羽咋郡東増穂村を設置する。当時は389世帯、人口2,317人。
- 1920年（大正9年）- 世帯322、人口1,771人。
- 1953年（昭和28年）- 世帯377、人口1,931人。
- 1954年（昭和29年）11月3日 - 羽咋郡富来町、福浦村、熊野村、稗造村、東増穂村、西増穂村、西海村及び西浦村を廃し、その区域をもって羽咋郡富来町を設置する。旧羽咋郡東増穂村字中泉及び字飯室の区域を字中泉に設定する。旧羽咋郡東増穂村字給分及び字相坂の区域を字給分に設定する。9大字は富来町の大字に継承。

## 教育
- 東増穂村・西増穂村組合立増穂小学校（富来町合併後は富来町立。2005年（平成17年）4月1日に富来小学校に統合。この際に、旧・増穂小学校の校舎がそのまま富来小学校の校舎となる。）